# サヴォ
サヴォ、もしくはサヴォ州 (サヴォしゅう、フィンランド語: Savo、スウェーデン語: Savolax)は、フィンランドの伝統州。また、英名のSavoniaから、サヴォニア、サヴォニア州とも呼ばれる。西でハメ、北でポフヤンマー、東から南にかけてカルヤラの各伝統州と接している。サヴォの大きな都市は、クオピオ、ミッケリ、サヴォンリンナ、ヴァルカウスである。現在、サヴォの地域は北サヴォ県と南サヴォ県の県域となっている。

## 行政
サヴォの地域は、1634年にカルヤラ州 (スウェーデン名：カレーレン県)に属することになった。同州は後にヴィープリ・サヴォンリンナ州（スウェーデン名：ヴィボリ・ニュースロット県）となり、サヴォはその後サヴォンリンナ・キュメンカルタノ州 (スウェーデン名：キュメネゴルド・ニュースロット県)、キュメンカルタノ・サヴォ州（スウェーデン名：サヴォラックス・キュメネゴルド県）の州域に属した。1775年にキュメンカルタノ・サヴォ州が分割され、サヴォはキュメンカルタノ州 (スウェーデン名：キュメネゴルド県)、サヴォ・カルヤラ州（スウェーデン名：サヴォラックス・カレーレン県）が管轄するようになった。フィンランド大公国建国後の1831年に前述の2州はそれぞれ、ミッケリ州とクオピオ州となり、サヴォの地域を管轄するようになった。同州は1997年8月末まで存続し、同年9月からは、この2州が北カルヤラ州と合併し、1997年10月からは全域が新設された東スオミ州に所属していた。その後、2010年1月1日にフィンランド全州が廃止され、サヴォの地域は、北サヴォ県、南サヴォ県の県域となっている。

## 歴史
サヴォは、サヴォ人の地域である。サヴォ人は、かなり遅くにフィン人の中に組み入れられたサブグループの一つである。また、サヴォはフィンランド東部の方言の中心地でもある。サヴォの人々は伝統的に焼畑農業に従事していた。焼畑農業は、開拓者達が、サヴォだけでなくポフヤンマー県やカイヌー県、スウェーデン南西部のヴェルムランド地方、ノルウェー東部にも導入している。
サヴォの開拓者達は、フィンニッシュ・カレリアやイングリア (イングリア・フィン人)、スウェーデン南部、ノルウェーを開拓していった (Forest Finns)。
サヴォは13世紀末頃からスウェーデンの支配下にあったが、1809年に他のフィンランドの地域と共にロシア帝国に割譲された。今日では、ハメは行政上の機能は失っているが、現在でも両方の国の遺跡が残っている。

## 文化
サヴォは、フィンランド語の方言の一つ、サヴォ方言の中心地である。ただし、サヴォ方言自体は非常に広い地域で話されている。

## 著名なサヴォ人
- ウルホ・ケッコネン
- エルッキ・リーカネン
- パーヴォ・リッポネン
- スペデ・パサネン
- ユルキ・カタイネン